# Ànec arbori carablanc
L'ànec arbori carablanc (Dendrocygna viduata) pertany a la subfamília Dendrocygninae de la família Anatidae.

## Descripció
És un ànec amb el cap blanc i negre, el pit marró-vermellós i els flancs barrats. Com tots els ànecs xiuladors, té el coll llarg i les cames li donen un aspecte d'oca. Es troba en aiguamolls d'aigua dolça, llacs i camps d'arròs. Normalment en grups, de vegades en són centenars. És una raça molt estesa a Amèrica del Sud i Àfrica. S'alimenta de nit.

## Distribució i hàbitat
L'ànec arbori carablanc té una distribució disjuntiva peculiar, que es produeix a Àfrica i Amèrica del Sud. S'ha suggerit que podrien haver estat transportats a nous llocs a tot el món pels humans. L'hàbitat són encara llacs o embassaments d'aigua dolça, amb abundant vegetació, on aquest ànec s'alimenta de llavors i altres aliments vegetals. A causa de l'àmplia zona de distribució, hi ha molts noms comuns per a l'ànec blanquinós de cara blanca, incloent-hi “irere” i “guiriri”.

## Comportament i ecologia
És una espècie abundant. En gran part resident, a part dels moviments locals que poden ser de 100 km o més.

### Reproducció
El lloc del niu és una depressió a terra o en canyissars. La posta és de 6 a 12 ous que són incubats per ambdós sexes. Els ous desclouen després de 26 a 28 dies. Els dos sexes assisteixen als ànecs i normalment els mantenen amagats entre les canyes. Els pollets són de color fosc per la part de dalt i grocs per la de baix. S'emancipen passats dos mesos.

## Taxonomia
L'ànec arbori carablanc va ser descrit formalment pel naturalista suec Carl Linnaeus el 1766 en la dotzena edició del seu “Systema Naturae” amb el nom binomial «Anas viduata». Va especificar la localitat tipus com Cartagena a Colòmbia. L'ànec arbori carablanc és ara una de les vuit espècies col·locades en el gènere Dendrocygna que va ser introduït el 1837 pel naturalista anglès William Swainson. L'espècie es considera monotípica, és a dir, no es reconeixen subespècies. El nom del gènere combina el grec antic «dendron» que significa "arbre" amb el nom del gènere Cygnus Bechstein, 1803, que significa "cigne" en llatí. L'epítet específic «viduata» és llatí que significa "sauvat" o "en dol".